# Anathem (Roman)
Anathem ist ein 2008 in den USA beim Verlag William Morrow & Company erschienener Roman des amerikanischen Schriftstellers Neal Stephenson. Der Roman erhielt 2009 den Locus Award für den besten SF-Roman des Jahres. Die deutsche Übersetzung von Juliane Gräbener-Müller und Nikolaus Stingl erschien 2010 bei Manhattan.

## Handlung
Anathem spielt auf dem Planeten Arbre, wo der Protagonist Erasmas in einer klosterähnlichen Gemeinschaft von Naturwissenschaftlern, Philosophen und Mathematikern lebt, die ausgewählt werden, um die Welt vor einer bevorstehenden Katastrophe zu retten. Erasmas (kurz: Raz) hat den größten Teil seines Lebens in der 3.400 Jahre alten Gemeinschaft gelebt. Den Rest der Gesellschaft, die so genannte säkulare Welt, beschreibt Stephenson als „endless landscape of casinos and megastores that is plagued by recurring cycles of booms and busts, dark ages and renaissances, world wars and climate change.“ Der Planet Arbre hat eine Geschichte und Kultur, die ungefähr der der Erde entspricht, wobei Stephenson dies jedoch absichtlich durch zahlreiche Wortneuschöpfungen und Bedeutungsverfremdungen verschleiert.

## Entstehung
Der Roman entstand im Kontext von Stephensons Arbeit in dem Projekt The Clock of the Long Now der Long Now Foundation. In diesem Zusammenhang entstand auch eine CD mit dem Titel IOLET: Music from the World of Anathem, die acht experimentelle Gesangsstücke von David Stutz enthält und deren Einnahmen dem Projekt zukommen.
Stephenson erschuf in dem Roman nicht nur eine neue Welt, sondern nutzt auch Wortneuschöpfungen und Bedeutungsverfremdungen, um die Ideen hinter den Begriffen in den Vordergrund zu stellen und diese gewissermaßen von der (erden-)geschichtlichen und kulturellen Konnotation zu befreien. Um den Lesern das Zurechtfinden in diesem Vokabular zu erleichtern, enthält das Buch im hinteren Teil ein kurzes Glossar. Zudem beginnt jedes Kapitel mit der Definition eines dieser Wörter, das sich für gewöhnlich auch auf das entsprechende Kapitel bezieht. Der Titel des Buches kommt von dem Begriff Anathem, einem Ritual, das den Ausschluss einer Person aus einer klösterlichen Gemeinschaft begleitet. Er leitet ihn sowohl von dem englischen „anthem“ (Hymne) als auch dem griechischen „Anathema“ (Kirchenbann) ab.
Zahlreiche Figuren des Romans sind Entsprechungen von Personen aus der Geschichte der Philosophie, Mathematik und Naturwissenschaften, zum Beispiel Thelenes (Sokrates) oder Protas (Platon). Auch Regeln wie Gardans Waage (Ockhams Rasiermesser) haben ihre irdischen Entsprechungen. Wie auch frühere Romane Stephensons, ist Anathem von wissenschaftlichen Ideen und Theorien beeinflusst, unter anderem findet man zahlreiche Verweise auf die Quantenmechanik, insbesondere die Viele-Welten-Interpretation, die De-Broglie-Bohm-Theorie, den Phasenraum oder die Hamiltonsche Mechanik.